# Гетерограма (лінгвистика)
Гетерограма (грец. ἕτερος — інший та γράμμα — напис) — знак або сукупність знаків, які позначають слово однієї мови, введені в іншомовний текст з метою прочитання мовою тексту.
Гетерограми вперше виникли в Месопотамії в клинописних писемностях, зокрема, в аккадському клинописі використовувалися шумерські клинописні ідеограми та складові знаки в аккадському прочитанні.
Гетерограми використовувалися в еламському, хетському, урартському клинописі (т. зв. «шумерограми» та «аккадограми»).